# Hasadékvölgy tartomány
Hasadékvölgy tartomány a legnagyobb volt Kenya nyolc tartománya (mkoa) közül. Nevét a Nagy-hasadékvölgyről kapta, amely végignyúlt rajta. Nyugaton jórészt a szomszédos Ugandával volt határos, keleten a Keleti tartománnyal, a Középső tartománnyal, Nairobival, illetve egy apró szakaszon a Parti tartománnyal.
Területe 173 854 km² volt, népessége az 1999-es népszámlálás adatai szerint 6 987 036 fő, és ezzel nemcsak a legnagyobb, de a legnépesebb is a kenyai tartományok közt. Fővárosa Nakuru volt.
Északról a Turkana-tótól indulva észak-déli irányban végignyúlt egész Kenyán. A Hasadékvölgy bőségesen ellátta látványosságokkal a turistákat, a bőséges esőzések pedig jó körülményeket teremtettek a mezőgazdaság számára. Kericho város körül nagy teaültetvények húzódnak. Gazdaságilag jelentősek a kertészetek és a marhatenyésztés.

## Kerületei
A tartományt a következő kerületekre (wilaya) osztották:
Kerület (Főváros):
- Baringo (Kabarnet)
- Bomet (Bomet)
- Buret (Litein)
- Kajiado (Kajiado
- Keiyo (Iten / Tambach)
- Kericho (Kericho)
- Koibatek (Eldama Ravine)
- Laikipia (Nanyuki)
- Marakwet Kapszowar)
- Nakuru (Nakuru)
- Nandi (Kapszabet)
- Narok (Narok)
- Szamburu (Maralal)
- Transz-Mara (Kilgorisz)
- Transz-Nzoia(Kitale)
- Turkana (Lodwar)
- Uasin Gishu (Eldoret)
- Nyugat-Pokot (Kapenguria)